# Lautoka
Lautoka är den näst största staden i Fiji. Den ligger på västra delen av ön Viti Levu, och är huvudstad i Fijis västra division. Den täcker en yta om 1607 kvadratkilometer och hade 1996 en befolkning om 42 917 invånare.

## Ekonomi
Lautoka är känd under namnet Sockerstaden på grund av sin sockerrörindustri. Den huvudsakliga fabriken är stadens klart största arbetsgivare, och har 1300 anställda.

## Historia
Stadens namn kommer av två fijianska ord som betyder "spjutträff". Enligt en muntlig historia kommer namnet från en duell mellan två hövdingar. Då en av dem träffade den andra med ett spjut, ska han ha skrikit "Lau-toka!".
Den första kända europeiska upptäckten av området kring Lautoka gjordes den 7 maj 1789 av kapten William Bligh från en livbåt, efter myteriet på Bounty.

## Politik
Lautoka fick ortsrättigheter 1929 och stadsrättigheter den 25 februari 1977. Den styrs av ett stadsråd med sexton medlemmar, som tillsammans väljer en borgmästare. Lautoka är västra divisionens huvudstad, och den divisionen består av mer än hälften av statens befolkning. Den hyser också bland annatFijis elektriska myndighet och dess nationella marknadsföringsmyndighet.